# Pristidactylus fasciatus
Pristidactylus fasciatus (Lagarto de D'Orbigny) es una especie de lagarto de la familia Liolaemidae, endémico del centro de la Argentina. 

## Información de evaluación
Catalogado como Datos Insuficientes porque la distribución, abundancia, tendencias y amenazas son demasiado poco conocidas para permitir que la especie se coloque en otra categoría. Si bien se piensa que es probable que se vea afectado en algún grado por la pérdida de hábitat, esto toma la forma dentro de su rango, la capacidad de la especie para adaptarse a las perturbaciones y el alcance de su exposición a las presiones no están claros.

## Distribución geográfica
Es endémica de Argentina, con una distribución disyuntiva que va desde el sur de la provincia de San Juan hasta el oeste de la provincia de Río Negro, también se encuentra en la provincia de Buenos Aires. Se ha recolectado en elevaciones desde cerca del nivel del mar hasta 1750 m. 
En Argentina se puede encontrar en: San Juan, Río Negro, Neuquén, Mendoza, La Rioja, La Pampa y Buenos Aires.

## Población
Si bien esta especie está algo extendida, aparentemente es rara (se conocen alrededor de 25 especímenes) y se conoce de un pequeño número de sitios de recolección. La tendencia actual de la población es desconocida.

## Hábitat
Esta especie es de las provincias fitogeográficas de Monte, donde se encuentra en sustratos arenosos-rocosos. 
Tipo de hábitat: Matorrales.

## Amenazas y conservación
Las amenazas son poco conocidas, pero es probable que esta especie esté bajo cierto nivel de presión por la pérdida de hábitat.
Es clasificado como insuficiente en Argentina porque se sabe poco sobre su biología e historia natural. Estudios taxonómicos son recomendados sobre las subpoblaciones conocidas para determinar si corresponden a una sola especie y para determinar su distribución.